# Chelonus heraticus
Chelonus heraticus är en stekelart som först beskrevs av Vladimir Ivanovich Tobias 1985.  Chelonus heraticus ingår i släktet Chelonus och familjen bracksteklar. Inga underarter finns listade i Catalogue of Life.